# Cyanus pindicola
Cyanus pindicola là một loài thực vật có hoa trong họ Cúc. Loài này được (Griseb.) Soják mô tả khoa học đầu tiên năm 1972.